# Guvernul Manolache Costache Epureanu (2)

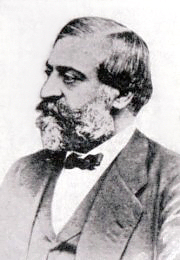
Manolache Costache Epureanu (1820 - 1880)

Guvernul Manolache Costache Epureanu (2) a fost un consiliu de miniștri care a guvernat Principatele Unite ale Moldovei și Țării Românești în perioada 27 aprilie - 23 iulie 1876, al patrulea guvern și ultimul prezidat de Manolache Costache Epureanu.

## Componență
- Președintele Consiliului de Miniștri

Manolache Costache Epureanu (27 aprilie - 23 iulie 1876)
- Ministrul de interne

George Vernescu (27 aprilie - 23 iulie 1876)
- Ministrul de externe

Mihail Kogălniceanu (27 aprilie - 23 iulie 1876)
- Ministrul finanțelor

Ion C. Brătianu (27 aprilie - 23 iulie 1876)
- Ministrul justiției

Mihail Pherekyde (27 aprilie - 23 iulie 1876)
- Ministrul de război

Colonel Gheorghe Slăniceanu (27 aprilie - 23 iulie 1876)
- Ministrul cultelor și instrucțiunii publice

Gheorghe Chițu (27 aprilie - 23 iulie 1876)
- Ministrul lucrărilor publice

Manolache Costache Epureanu (27 aprilie - 23 iulie 1876)

## Articole conexe
- Guvernul Manolache Costache Epureanu (Iași) - 1
- Guvernul Manolache Costache Epureanu (Iași) - 2
- Guvernul Manolache Costache Epureanu (1)
- Guvernul Manolache Costache Epureanu (2)

## Sursă
- Stelian Neagoe - "Istoria guvernelor României de la începuturi - 1859 până în zilele noastre - 1995" (Ed. Machiavelli, București, 1995)

| Precedat(ă) de: Guvernul Ioan Em. Florescu (1) | Guvernul Manolache Costache Epureanu (2) 27 aprilie - 23 iulie 1876 | Succedat(ă) de: Guvernul Ion C. Brătianu (1) |